# ФК Романија
ФК Романија је босанско-херцеговачки фудбалски клуб из Пала, Република Српска. Tренутно се такмичи у Другој лиги Републике Српске, гдје је у сезони 2019/20 заузела пето мјесто.

## Историја
Клуб је основан 1934. под именом „Вихор“. Одмах након Другог свјетског рата клуб је промијенио име у ФК „Милан Симовић“ по имену романијског народног хероја, а убрзо послије тога у садашњи назив ФК „Романија“. Клуб је једно вријеме носио назив „Слободна Романија“.
У формирању ФК Романија након Другог свјетског рата учествовали су Милош Јанковић, Мирко Секулић, Драгиша Андрић, Миха Михаљевић, Асим Јашаревић, Рајко Симић, Војо Тешановић, Салко Шехић, Здравко Продановић, Љубо Јукић, Здравко Ласица, Владо Милетић, Исмет Судар...
ФК Романија је са наступима почео у Лиги Сарајевског подсавеза, а први капитен клуба био је Мирко Секулић. Од 1975. године у омладинском погону којег је водио Влајко Петровић, по којем стадион данас и носи име, је расла једна нова генерација фудбалера  која је успјела, заједно са оним искуснијим који су у клубу били од раније да од Подасавезне лиге дође до Регионалне лиге Босне и Херцеговине група "Југ" до 1982. године. У сезони 1982/1983 Романија је могла да направи и историјски успјех пласманом у републичку лигу, али је у кључној утакмици двије водеће екипе лиге Витез пред готово 8000 гледалаца савладао Романију након преокрета са 4:2 и освојио титулу.
Са привредним развојем Пала средином седамдесетих година креће и успон ФК Романија. 1977. године Романија добија и прву пионирску селекцију клуба, те је база фудбалера била све боља. Упоредо са тим креће и напредак у организационом смислу у клубу, те 1978. године долази и нова Управа на челу са Миланом Кајмаковићем.
Почетком ратних сукоба деведесетих година у Југославији, ФК Романија прекида са радом јер се чланови клуба укључују у отаџбински рат. Током отаџбинског рата Републике Српске 1992-1995, ФК Романија губи директора Влајка Петровића, једног од најбољих играча Дражена Јасику, и још шест младих чланова клуба гине у борбама. У периоду рата клуб наставаља са радом у прољеће 1993. године, а 1994. се укључује у куп такмичње Републике Српске. Одмах по завршетку рата, Романија се укључује у Прву лигу Републике Српске група „Исток“.
У то вријеме за “Романију” су играли: Радован Ждрале, Раде Цицовић, Ненад и Божидар Ђапић, Жељко Станојевић, Војо Гавриловић, Александар Благојевић, Миро Шарац, Борис Глуховић, Владимир Ремовић, Драган Гарић, Горан Мумовић, Српко Гуја, Горан Цицовић, Синиша Руљ, Срђан Тробок, Александар Тодоровић, уз нешто млађе: Дејана Радовића, Синишу Голијанина, Рајка Цицовића, Зорана Митровића, Божидара Голијанина, Дражана Кусмука, Славишу Арбињу, Александра Павичевића, Милана Чвора, Срђана Делипару, Ђорђа Газиводу, Вука Станишића, Драженка Додера..
Након реорганизације такмичења у Републици Српској Романија наставља такмичење у Другој лиги Републике Српске групе ''Исток'' и "Југ'', гдје је била све до 2008. године, када је услиједио бљесак и пласман у Прву лигу Републике Српске 2009. године. Ипак, у њој се Паљани нису дуго задржали, испали су, а онда је клуб потпуно потонуо, те су испали и до Регионалне лиге ''Југ''. Готово деценију је Романија таворила у том рангу, да би 2019. године на чело клуба стигао Александар Ласица, који је око себе окупио екипу бивших фудбалера клуба и кренуо у пројекат обнове клуба.
Административним путем су у сезони 2019/20 ушли у Другу лигу Републике Српске и одмах су освојили пето мјесто. Због проширења Прве лиге Републике Српске у сезони 2020/2021 Фудбалски Савез Републике Српске је послао позивницу Романији за улазак у виши ранг, али су се у клубу захвалили на томе и одбили су позивиницу уз образложење да желе још да пораде да стабилизацији клуба.

## Стадион
Стадион ФК Романија налази се одмах поред Спортске дворане ''Пеки'' и поред паљанске Миљацке. Увидјевши да клуб расте на свим пољима руководство клуба је осамдесетих година кренуло у изградњу фудбалског стадиона, те је он званично и отворен у августу 1986. године утакмицом ветерана Романије и Жељезничара. Данас је стадион ФК Романија у пристојном стању након што је ново руководство клуба предвођено Александаром Ласицом учинило много на оживљавању клуба на свим нивоима. Ускоро би стадион требао да добије и тартан стазу.